# 谢丽华
谢丽华（1965年7月19日—）是中国长跑运动员。

## 生平
1988年参加名古屋国际女子马拉松夺得第四名。也曾代表中国田径队出征1988年夏季奥林匹克运动会，但未能进入决赛。1989年北京马拉松拿到女子组季军，1990年伦敦马拉松夺得第六名，同年参加东京国际女子马拉松夺得冠军。1992年参加北京马拉松拿到女子组冠军。1993年参加大阪国际女子马拉松夺得第七名，同年年底正式退役。

## 外部連結
- 谢丽华在的頁面